# John Howarth

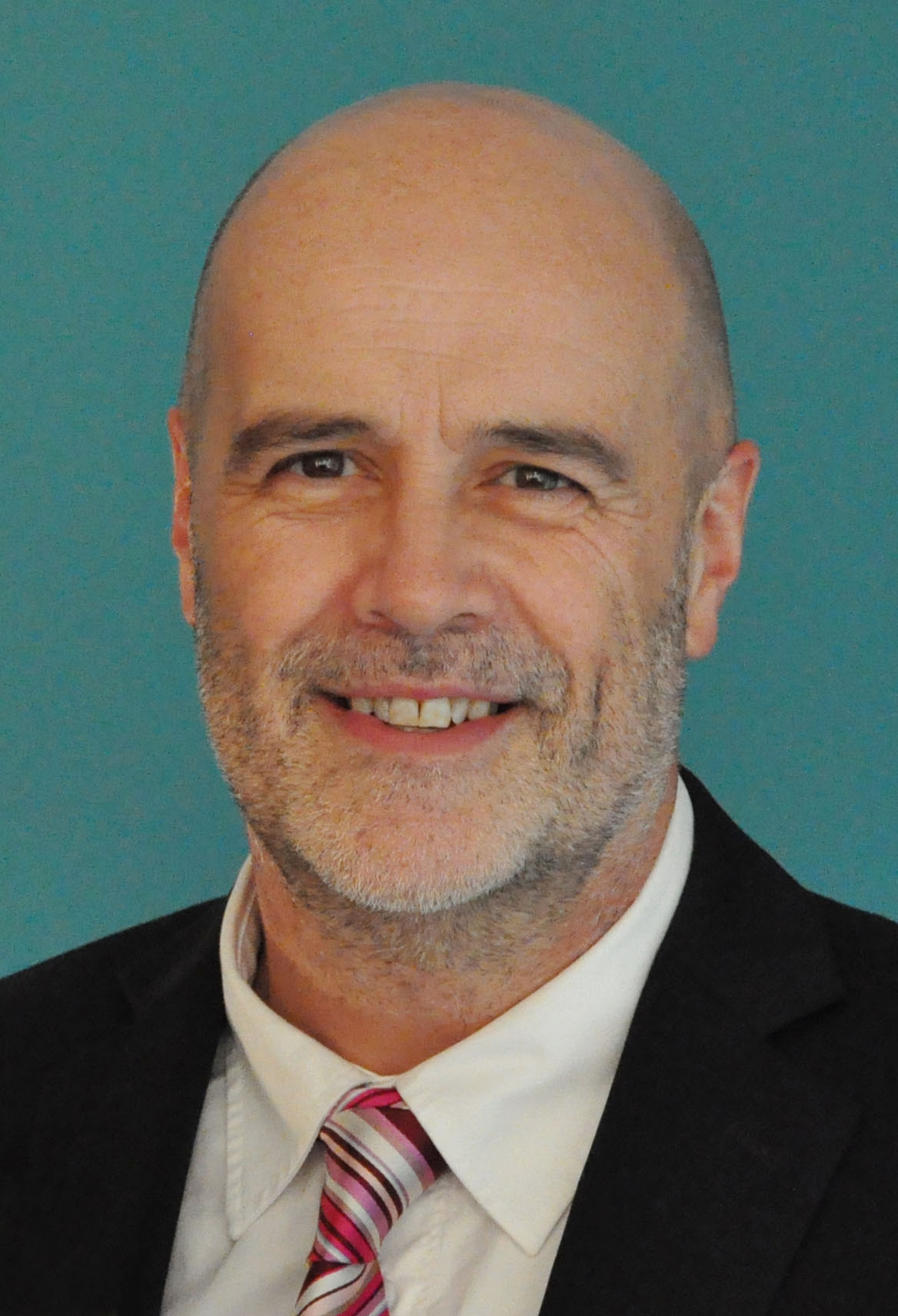
John Howarth

John Howarth (geboren 31. Oktober 1958 in Newcastle-upon-Tyne) ist ein britischer Politiker der Labour Party und war von 2017 bis zum 31. Januar 2020 Mitglied des Europäischen Parlaments für den Wahlkreis South East England.

## Leben
John Howarths Vater, ebenfalls John Howarth, arbeitete in der Kohleindustrie. Seine Mutter Freda Howarth (geborene Robinson) war die Tochter von Joe Robinson, einem Stellvertreter der Zeche Heworth. John Howarth nennt seinen Großvater als besonders einflussreich für sein frühes politisches Denken.
Howarth besuchte die Wardley Infant and Junior Schools und die Highfield Comprehensive-Gesamtschule. Er studierte Wirtschaftswissenschaften an der University of Essex und absolvierte ein Master-Studium in Geschichte und Theorie der Kunst des 20. Jahrhunderts. Seine Masterarbeit beschäftigte sich mit der Arbeit des deutschen Regisseurs Werner Herzog.
Howarth wurde 1974 für die Labour Party politisch aktiv. 1981 bis 1982 war er nationaler Generalsekretär der Labour Students, der Studentenorganisation der Partei. Ab 1982 war er hauptberuflich in der Organisation von Labour tätig.
1988 wechselte Howarth in die Privatwirtschaft und zog nach Reading. Er arbeitete in einen mittelständischen IT-Unternehmen und wurde dort Direktor für Marketing und Teilhaber des Unternehmens. 1995 gründete er sein eigenes Unternehmen, welches Marketingberatung und später Marken-, Design- und Geschäftskommunikation anbietet. Zudem arbeitet er beratend für Instinctif Partners, einem internationalen Unternehmen für Unternehmenskommunikation.
John Howarth ist verheiratet und hat zwei Kinder aus erster Ehe sowie eine Stieftochter.

## Kommunalpolitik
1990 wurde Howard Vorsitzender der Labour Party in Reading. 1993 wurde er in den Kreistag (County Council) von Berkshire gewählt. Dort war er Vorsitzender des Verkehrsausschusses und später stellvertretender Vorsitzender des Umweltausschusses. Er trat 1994 als Vorsitzender der Reading Labour Party zurück und wurde deren Pressesprecher, eine Funktion, die er in den nächsten zehn Jahren ausübte. 1998 wurde das County Council von Berkshire ausgelöst, wofür Howarth eingetreten war.
Von 2001 bis 2007 war er Mitglied des Stadtrats (Borough Council) von Reading. Er war ein Jahr lang stellvertretender Vorsitzender des Ausschusses für Sport und kulturelle Dienstleistungen und wurde dann Mitglied der Stadtverwaltung, verantwortlich für Verkehr und strategische Planung. Howarth war unter anderem auch Vorsitzender des Reading Station Project Board, das die (erfolgreiche) Finanzierung des Ausbaus der Great Western Mainline in Reading organisierte.

## Europaabgeordneter
Bei der Europawahl 1994 war John Howarth Labour-Kandidat für den Wahlkreis Thames Valley und scheiterte überraschend knapp am konservativen Kandidaten. Nach der Umstellung auf das Verhältniswahlrecht kandidierte er 1999 erfolglos auf der Labour-Liste in South East England.
Bei der Wahl 2014 stand Howarth auf Platz zwei der Labour-Liste – Platz eins war für Frauen reserviert – und verpasste erneut den Einzug ins Europaparlament. 2017 wurde die gewählte Europaabgeordnete Anneliese Dodds ins britische Unterhaus gewählt und Howarth rückte zum 30. Juni 2017 ins Europaparlament nach. 2019 war Howarth Spitzenkandidat der Labour-Liste in South East England und konnte sein Mandat verteidigen.
Im Europaparlament war Howarth Mitglied des Haushaltsausschusses. Er war Mitglied der Delegation des Parlaments beim CARIFORUM.